# ان شاء الله
ان شاء الله (به عربی: إِنْ شَاءَ ٱللَّٰهُ) یک عبارت اسلامی و از اصطلاحات رایج در فرهنگ اسلامی و عموماً در میان مردم کشورهای اسلامی است که غالباً به همراه بیان مطالبی مربوط به زمان آینده به کار می‌رود.

## معنی
ان شاء الله شامل «ان»، «شاء» و «الله» در لغت به معنی «اگر خدا بخواهد» و یک جمله ناقص شرطی است.

## زمینه
معمولاً این عبارت در مورد کارهایی که گوینده قصد انجام آن را در زمان آینده دارد به کار می‌رود به این معنی که من قصد انجام کار مورد نظر را دارم مشروط بر اینکه خداوند هم انجام شدن آن را تأیید کند. پشتوانه عقیدتی فلسفی این عبارت به آنجا بر می‌گردد که مسلمانان بایست تنها «مؤثر در وجود» را خدا بدانند که هر فعلی در عالم با تأیید و صلاحدید او انجام می‌شود اگر چه فاعلانی در طول اراده خداوند دارد.
در قرآن در سوره کهف نیز صراحتاً به مسلمین سفارش شده، هیچ کاری که قصد انجام آن را دارند بدون ذکر «ان شاء الله» بیان نکنند:
و زنهار در مورد چیزی مگوی که من آن را محققاً فردا انجام خواهم داد {۲۳} مگر آنکه خدا بخواهد…

## کاربرد عملی

### در جوامع اسلامی
عبارت ان شاء الله به مرور در جوامع اسلامی بسیار فراگیر شده و جزئی از مکالمات روزمره و محاوره‌های همیشگی آن‌ها شده‌است. در بسیاری از موارد معتقدین مسلمان با ذکر این عبارت وفاداری خود را به مفهوم آن نشان می‌دهند و عملاً گفتن اینکه فلان کار در آینده انجام خواهد شد بدون لفظ ان شاء الله برایشان سخت و به نوعی نامانوس است. در مواردی هم افراد زیادی از این عبارت استفاده می‌کنند بی‌آنکه لزوماً گفتن آن با پشتوانه عقیدتی و فلسفی همراه باشد یا اساساً و به‌طور قطع قصد انجام آن کار وجود داشته باشد.

### در جوامع غیر اسلامی
«ان شاء الله» به همین صورت در بین گروه‌های مسیحی ساکن در کشورهای خاورمیانه و در برخی کشورهای آفریقایی (عمدتاً شمال آفریقا) به کار می‌رود.
در آمریکا و برخی دیگر از کشورهای انگلیسی زبان عبارت "God willing" با کاربردی مشابه در مورد وقایع آینده به کار می‌رود که در روزگار حاضر بیشتر معنی آن امید برای اتفاق افتادن یا نیفتادن چیزی است تا مفهومی اعتقادی در مورد اراده خدا در کارها.
در کشورهایی که مردم به زبان اسپانیولی و پرتغالی گویش می‌کنند نیز عبارتی با کاربرد مشابه (در اسپانیایی ojalá و در پرتغالی oxalá) وجود دارد که بنابر نظر مورخین از فرهنگ اسلامی در دوره‌ای که مسلمانان بر بخش‌هایی از اروپا مسلط بودند وارد فرهنگ هیسپانیک شده‌است.